# Rensjön (Bodums socken, Ångermanland, 710720-152452)
Rensjön är en sjö i Strömsunds kommun i Ångermanland och ingår i Ångermanälvens huvudavrinningsområde. Sjön är 8,5 meter djup, har en yta på 0,404 kvadratkilometer och befinner sig 252 meter över havet. Sjön avvattnas av vattendraget Rensjöbäcken.

## Delavrinningsområde
Rensjön ingår i det delavrinningsområde (710640-152391) som SMHI kallar för Utloppet av Rensjön. Medelhöjden är 306 meter över havet och ytan är 6,72 kvadratkilometer. Det finns inga avrinningsområden uppströms utan avrinningsområdet är högsta punkten. Rensjöbäcken som avvattnar avrinningsområdet har biflödesordning 4, vilket innebär att vattnet flödar genom totalt 4 vattendrag innan det når havet efter 189 kilometer. Avrinningsområdet består mestadels av skog (84 procent). Avrinningsområdet har 0,41 kvadratkilometer vattenytor vilket ger det en sjöprocent på 6 procent.